# Kimmei
Kimmei, född 509, död 571, var regerande kejsare av Japan mellan 539 och 571. Han har kallats den första kejsare i Japan vars existens är historiskt bekräftad. 